# Élections municipales mozambicaines de 2023
Les élections municipales mozambicaines de 2023 se tiennent le 11 octobre 2023 au Mozambique. Elles voient principalement s'affronter le Frelimo, au pouvoir au niveau national et dans 44 municipalités sur 65, face aux principaux partis d'opposition : le Renamo et le Mouvement démocratique du Mozambique (MDM), qui en contrôlent respectivement huit et une seule,. Il s'agit des premières élections municipales depuis la création de 12 nouvelles municipalités. Le scrutin est également perçu comme un test électoral majeur avant l'élection présidentielle et les législatives prévues l'année suivante.